# Piasecki VZ-8 Airgeep
Piasecki VZ-8 Airgeep (původním továrním označením Model 59K Skycar) bylo americké letadlo VTOL postavené koncem 50. let 20. století na objednávku US Army společností Piasecki Aircraft Corporation. Šlo o konstrukci se dvěma zaplášťovanými rotory v trupu. Stroj byl schopen vertikálního vzletu a přistání (VTOL).

## Vývoj a konstrukce
V roce 1956 oslovila US Army (konkrétně sekce Transportation Corps) letecké společnosti o návrhy na lehké víceúčelové vozidlo, které by kombinovalo všestrannost a operativní lehkost jeepu se schopností přeletět náročný nebo nesjízdný terén. Armádní činitelé si představovali jednoduchý a přitom robustní stroj („flying jeep“ nebo „aerial jeep“, létající jeep) schopný dopředného letu v malé výšce a režimu visení, který by po určitou dobu unesl 450 kg nákladu v letové hladině mezi 1,5 – 4 m. Návrhy vytvořilo vícero firem, z nich byly na začátku roku 1957 pro vývoj prototypů vybrány společnosti Curtiss-Wright, Piasecki Aircraft Corporation a Chrysler.
Firma Piasecki Aircraft Corporation představila letadlo se dvěma tandemovými třílistými krytými rotory poháněnými dvěma pístovými motory Lycoming O-360-A2A o výkonu 134 kW každý. Pilot a jeden cestující seděli na sedačkách mezi rotory. První ze dvou prototypů označený původně Model 59K Skycar a později přejmenovaný Piaseckim na Airgeep dostal armádní označení VZ-8P. Poprvé vzlétl 22. září 1958.
Poté byly pístové motory nahrazeny jedním turbohřídelovým motorem Turbomeca Artouste o výkonu 317 kW. V této podobě létal až do června 1959. Byl zapůjčen námořnictvu (US Navy) pod označením Model 59N, která jej vybavila plováky. Po navrácení stroje US Army byl motor Turbomeca Artouste nahrazen lehčím a výkonnějším typem Garrett AiResearch TPE331-6 o výkonu 410 kW.
Druhý prototyp byl zkonstruován s modifikovaným designem a označen Piaseckim jako Model 59H AirGeep II a armádou jako VZ-8P (B). Byl poháněn 2 motory Turbomeca Artouste, vybaven katapultovacím sedadlem pro pilota a ko-pilota/střelce a navíc měl tři sedačky pro další pasažéry. Byl také vybaven poháněným tříkolovým podvozkem pro zvýšení pozemní mobility. Tento druhý prototyp vzlétl poprvé 15. února 1962, pilotoval jej "Tommy" Atkins.
Airgeep mohl operovat nízko nad zemí a byl stabilní v letu. Díky nízké letové hladině se stroj vyhl radarové detekci. I přes jeho kvality a výhody nad dvěma konkurenty v konkurzu (Chrysler VZ-6, Curtiss-Wright VZ-7) se armáda rozhodla, že koncepce „létající jeep“ je nevhodná pro moderní bojiště a soustředila se na vývoj konvenční helikoptéry.

## Specifikace (VZ-8P (B))

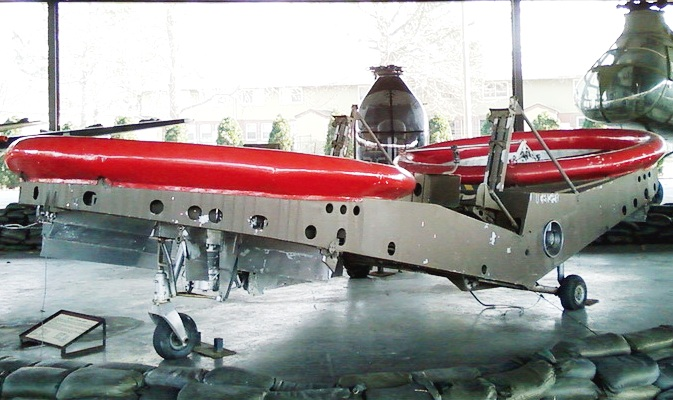
Airgeep vystavený v U.S. Army Transportation Museum

Data z: Flying Jeeps: The US Army's Search for the Ultimate 'Vehicle'

### Technické údaje
- Pohon: 2× turbohřídelový motor Turbomeca Artouste IIC; 300 kW každý
- Délka: 7,44 m
- Výška: 1,77 m
- Šířka: 2,81 m
- Průměr rotorů: 2× 2,5 m
- Prázdná hmotnost:[pozn. 1] 1 184 kg
- Vzletová hmotnost: 1 664 kg
- Posádka: 2 (pilot + ko-pilot/střelec)
- Kapacita: 3 pasažéři

### Výkony
- Maximální rychlost: 136 km/h
- Maximální rychlost: 112 km/h
- Dolet: 56 km
- Dynamický dostup: 914 m